# Schmiede (Dirmstein)
Die ehemalige Schmiede in der rheinland-pfälzischen Ortsgemeinde Dirmstein ist ein bäuerlich-handwerkliches Anwesen, das im frühen 18. Jahrhundert errichtet und als Schmiedewerkstatt genutzt wurde. Es steht unter Denkmalschutz.

## Geographische Lage
Der denkmalgeschützte Teil des Anwesens erstreckt sich entlang der Herrengasse 14 in der Denkmalzone des Oberdorfes auf einer Höhe von 103 m ü. NHN. Den dahinter gelegenen Hof umgeben Wirtschaftsgebäude, die nachträglich erheblich verändert wurden und deshalb nicht als schutzwürdig eingestuft sind.

## Gebäude
Das eineinhalbgeschossige gemauerte Wohnhaus war ursprünglich das stark erweiterte Torhaus einer Hofanlage vom Hakenhof-Typ. Es besteht aus drei Teilen, dem Zwerchhaus in der Mitte, dem alten Wohnflügel rechts und dem kleineren Werkstatttrakt links. Die Putzfassade, die mit beträchtlichem Aufwand gegliedert wurde, besitzt dorisierende, durch einen Eierstab reich dekorierte Eckkapitelle, die früher vermutlich über aufgeputzten, die Eckquaderung einbeziehenden Pilastern sowie durch Triglyphen geschmückten Gebälkstücken saßen. Das Gesims wurde bei der Erneuerung des traufständigen Krüppelwalmdachs offensichtlich verändert. Im Wohnteil liegen geohrte scheitrechte Fenster, der ehemalige Werkstattraum weist Rundbogenfenster auf. Die Durchfahrt bildet ein Rundbogentor mit volutenförmigem Schlussstein, der durch ein reliefiertes Hufeisen auf die Bestimmung des Anwesens hinweist. Die Torpfeiler sind teilweise unter das Straßenniveau abgesunken; deshalb erscheint das Tor heute etwas niedrig. Darüber erhebt sich das Zwerchhaus unter einem Pultdach, das wohl erst später an die Stelle eines giebelständigen Satteldachs getreten ist.

## Baugeschichte
Das vermutete Vorgängeranwesen wurde 1689 ruinös, als im Pfälzischen Erbfolgekrieg der gesamte Ort durch französische Truppen niedergebrannt wurde. Im ersten Viertel des 18. Jahrhunderts wurde der Hof von Grund auf neu errichtet. Auf dem Ortsplan von 1746, der als Vogelschaubild bekannt wurde, ist er bereits eingezeichnet. Das Gebäude verdient Beachtung vor allem wegen seiner anspruchsvollen Fassadengliederung, die weiteren Dirmsteiner Bauten aus dieser Zeit ähnelt, beispielsweise dem Gasthof Marktstraße 15, dem Gasthaus Drei Könige und dem Alten Rathaus.